# (92) Undina
Undina (ʌnˈdiːnə) és l'asteroide núm. 92 de la sèrie, descobert a Clinton (EUA) el 7 de juliol del 1867 per Christian Heinrich Friedrich Peters (1813-1890) des de l'observatori Hamilton de Nova York.
És un asteroide de la classe M i té una albedo inusualment alt. El seu nom es deu a l'heroïna epònima Undine, una popular novel·la d'en Friedrich de la Motte Fouqué. Undina és una membre de la família d'asteroides Veritas formada fa uns 8 milions d'anys.